# Darth Sidious
Darth Sidious, nascido Sheev Palpatine, (também conhecido como Senador Palpatine, Supremo Chanceler Palpatine, Imperador Palpatine, ou simplesmente O Imperador) é o principal antagonista da franquia Star Wars (mais especificamente da Saga Skywalker), tendo sido o principal vilão, na trilogia prequel, e um dos dois principais, junto com Darth Vader, na trilogia original, além de um dos dois principais, juntamente com Kylo Ren, na trilogia de sequência. Ele e Vader são os únicos vilões a ter um papel de relevância (dentro ou fora da tela) em todas as três trilogias. É interpretado pelo ator Ian McDiarmid.
Assim como Yoda, Palpatine tem muitos detalhes de seu passado não revelados. Na carreira política, ele começou como um simples senador que representava apenas o sistema Naboo, seu sistema natal. E o segredo de seu sucesso foi: paciência infinita. Nunca sequer alterando seu tom de voz, Palpatine foi progredindo até se tornar Supremo Chanceler da República, dando apenas um passo para obter cada vez mais poder, reestruturar o sistema político e se tornar Imperador.
Já em sua "carreira" Sith, Sidious foi treinado nas artes Sith por Darth Plagueis, o Sábio, um munn capaz de influenciar os midi-chlorians a ponto de criar vida e enganar a morte. Sidious matou seu mestre enquanto ele dormia e a partir daí teve, ao contrário de muitos Sith, diversos aprendizes, que "coincidentemente" morriam em treinamento. Esses aprendizes foram: Darth Maul, Conde Dookan e Darth Vader.
Sidious também é avô de Rey Palpatine (autoproclamada como Rey Skywalker), que, ironicamente, viria a se tornar a última Jedi (em completa contradição com Sidious, que foi o último Sith). Sidious também foi o responsável pela criação de Snoke, e por ajudar a atrair Ben Solo, o herdeiro da família Skywalker e neto de Anakin, ao Lado Sombrio.

## Passado
De acordo com o Universo Legends (lendas que podem ter acontecido ou não e que não são consideradas canônicas) Palpatine se tornou um aprendiz Sith antes dos 21 anos, sendo que em um acesso de raiva assassinou toda a sua família, que eram nobres em Naboo. Foi um jovem problemático, Darth Plagueis se assombrou com a intensidade da Força nele, e o treinou no uso da força, considerando sua principal habilidade o carisma e persuação. Quando assassinou Darth Plagueis já era tão poderoso quanto ele, exceto na influência sobre os midi-chlorians, Palpatine achava que seu mestre havia se afastado do plano mestre dos Sith e que havia deixado em segundo plano o domínio da galáxia, perdendo tempo com a busca de imortalidade. Aproveitando o momento de felicidade de seu mestre por ter sido nomeado Chanceler da República Galáctica, o embriaga e se aproveitando que ele estava com a guarda baixa o assassina aplicando os raios Sith, vendo seu mestre morrer lentamente.
Palpatine se converteu no senador de Naboo depois de enviar assassinos para matar o senador vigente para que pudesse preencher a posição dele. Em seguida Palpatine criou uma situação que desestabilizaria a credibilidade do Chanceler Valorum para ganhar, assim, o carinho dos senadores. Então, com a personalidade de Darth Sidious ele utilizou a Federação do Comércio para organizar uma crise com foco em Naboo.

## História em cada Episódio
- Em A Ameaça Fantasma, ele é um senador do planeta Naboo, que influencia o senado da República a fim de que, ao final da crise de seu planeta invadido pela Federação do Comércio (manipulada secretamente pelo próprio), ele seja eleito Chanceler Supremo da Galáxia. Isso de fato acontece, apesar da derrota de seu aprendiz Darth Maul no conflito.
- Em O Ataque dos Clones, recebe poderes extraordinários devido ao começo de uma guerra civil - a Guerra dos Clones. Esta foi estabelecida por causa da pressão de um grupo separatista liderado pelo seu novo aprendiz, Darth Tyranus, conhecido como Conde Dookan.
- Em A Vingança dos Sith, Sidious finalmente transforma a República Galáctica em Império Galáctico. Consegue isso atraindo Anakin Skywalker ao Lado Sombrio da Força, além de forjar uma suposta traição dos únicos que o poderiam destronar - os Cavaleiros Jedi. É iniciado um grande extermínio dos Jedi, liderado pelo seu terceiro e definitivo aprendiz, Darth Vader, outrora Anakin.
- Em Uma Nova Esperança, Sidious não aparece em nenhuma cena, mas é mencionado como governante do Império Galáctico pelo Grand Moff Tarkin durante uma reunião com Darth Vader e diretores executivos da Estrela da Morte. Lá, Tarkin explica que Palpatine dissolveu o Senado Imperial devido ao apoio crescente deste para com a Aliança Rebelde e dado o controle dos sistemas estelares a governadores regionais controlados pelo Império.
- Em O Império Contra-Ataca, Palpatine aparece apenas em uma cena (em holograma), onde dá ordens a Darth Vader para seduzir Luke Skywalker ao Lado Sombrio, ou então matá-lo se a primeira opção não funcionar.
- Em O Retorno de Jedi, o Imperador faz "encaixar" todos os seus planos de entregar as plantas da Estrela da Morte para os rebeldes e atraí-los para uma mortal armadilha. No fim do filme, ele assiste ao grande duelo de Darth Vader e Luke Skywalker, em que Luke vence, cortando a mão protética de Vader. Sidious fala para Luke eliminar seu pai e unir-se definitivamente ao Lado Sombrio. O jovem recusa, afirmando que é um Jedi. Furioso, Palpatine começa a lançar seus relâmpagos da Força nele, e quando iria matar Luke, Vader sente compaixão de seu filho, fazendo-o se redimir e voltar a ser o Anakin Skywalker, que então atira o Imperador no Reator Principal, matando-o.
- Em O Despertar da Força, Palpatine é mencionado, e sua queda é uma das razões pelas quais o Império Galáctico foi dividido em grupos, um dos quais é a Primeira Ordem.
- Em Os Últimos Jedi, Palpatine é mencionado como Darth Sidious por Luke, que explica que os Jedi permitiram que ele inaugurasse o Império Galáctico e com isso surgisse Darth Vader.
- Em A Ascensão Skywalker, Palpatine aparece revivido em um corpo clonado, tendo organizado uma imensa frota (chamada Ordem Final) que eliminaria a Resistência. É revelado que foi ele o responsável por criar Snoke e, secretamente, possibilitar o surgimento da Primeira Ordem, além de ajudar a atrair o neto de Anakin (Ben Solo) ao Lado Sombrio. O filme também revela que ele é o avô de Rey Palpatine, a protagonista da trilogia sequela. Quando Rey e um redimido Ben se unem para enfrentar Sidious, este absorve o poder da díade deles, recuperando seus forças e tornando-se mais poderoso do que nunca. Ele ataca a frota da Resistência com um poderoso Relâmpago da Força. Os espíritos da Força de vários Jedi, incluindo Anakin, Obi-Wan e Luke, se comunicam com Rey quando tudo parece perdido, e dão a ela forças para enfrentar o Sith. Rey volta os relâmpagos de Palpatine contra ele mesmo, que morre desintegrado, sendo derrotado definitivamente.[1]

## Aprendizes
Aprendizes Sith de Darth Sidious:
- Darth Maul (falecido em 2 ABY, morto por Obi-Wan Kenobi durante um curto duelo em Tatooine, na animação Rebels)
- Darth Tyranus (Conde Dookan - falecido em 19 ABY, decapitado por Anakin Skywalker em um duelo durante a missão de salvamento de Palpatine)
- Darth Vader (Falecido em 4 DBY, morto após cumprir a profecia do Escolhido ao usar toda sua força restante para matar Darth Sidious)

## Intérpretes

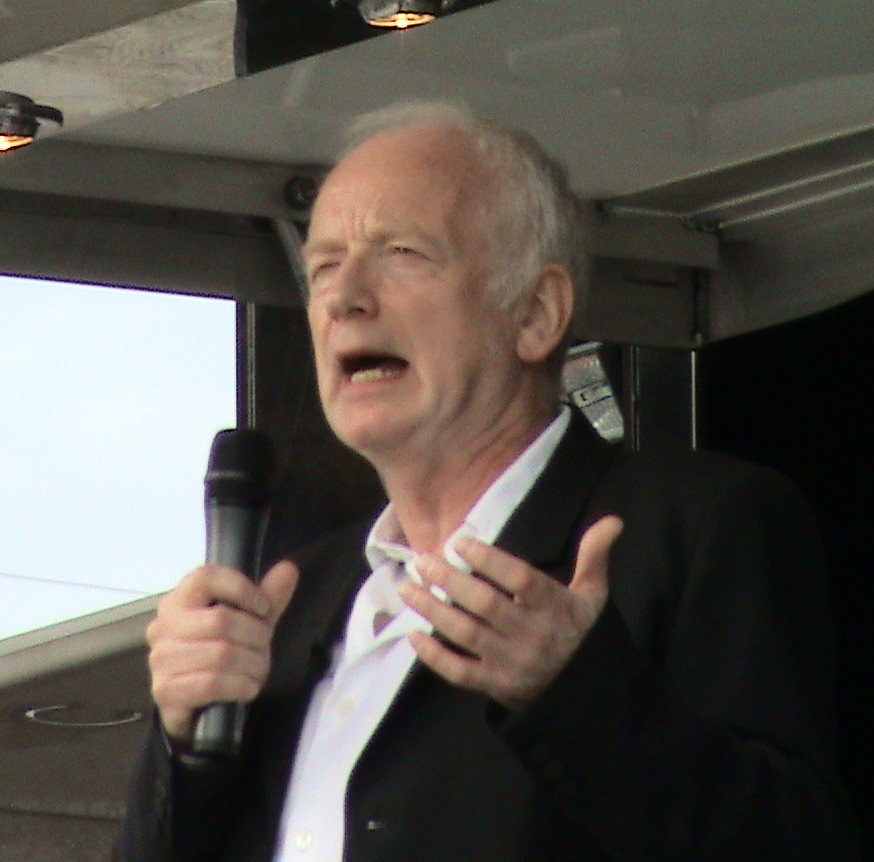
Ian McDiarmid interpretou Sidious.

Na versão original de O Império Contra-Ataca, o holograma do Imperador era Marjorie Eaton sob maquiagem pesada, e a voz do ator Clive Revill. Em O Retorno de Jedi, o Imperador é interpretado pelo britânico Ian McDiarmid, que voltou como Palpatine, na trilogia prequel, e afinal foi colocado no DVD de O Império Contra-Ataca para garantir a mesma aparência ao Imperador, em todos os filmes.
Nas animações e video games de Star Wars, Palpatine é normalmente dublado por Nick Jameson. Outros dubladores incluem Ian Abercrombie em Star Wars: The Clone Wars, Sam Witwer em Star Wars: The Force Unleashed e sua continuação mais Star Wars Battlefront: Elite Squadron, Tim Curry e Ian McDiarmid em Star Wars Rebels.
No Brasil, foi dublado por Ionei Silva (primeira dublagem) e Orlando Drummond (episódio VI), Darcy Pedrosa (episódio I) e Pádua Moreira (episódios II, III e a redublagem do episódio V, além de também dublar a série The Clone Wars). Na redublagem de 2015, foi dublado por Reinaldo Pimenta em todos os filmes que aparece e em Rebels.